# نیروهای مسلح عربستان سعودی
نیروهای مسلح پادشاهی سعودی یا نیروهای مسلح عربستان سعودی (به عربی: القُوّات المُسَلَّحَة المَلکیَّة السُّعُودیَّة) متشکل از پنج بخش نیروی زمینی پادشاهی سعودی، نیروی هوایی پادشاهی سعودی، نیروی دریایی پادشاهی سعودی، نیروی پدافند هوایی پادشاهی سعودی و نیروی راهبردی موشکی پادشاهی  سعودی است.
نیروهای مسلح عربستان سعودی با هزینه حدود ۲۵ درصد از بودجه سالیانه کشور (حدود ۶۹ میلیارد دلار در سال ۲۰۱۸) بعد از ایالات متحده آمریکا و چین پرخرج‌ترین ارتش جهان است.